# 손완호
손완호(孫完虎, 1988년 5월 17일~)는 대한민국의 배드민턴 선수이다. 밀양시청 소속으로 활동하고 있으며, 2014년 아시안 게임에 참가해 금메달을 획득했다.